# Florencia Quiñones
María Florencia Sonriza Quiñones (* 26. August 1986 in Córdoba) ist eine argentinische Fußball- und Futsalspielerin.

## Karriere

### Verein
Quiñones begann ihre Karriere mit Club Deportivo y Cultural Unión Oncativo. Im Frühjahr 2005 verließ sie ihren Jugendverein und unterschrieb bei CA San Lorenzo de Almagro. Nach siebeneinhalb Jahren unterschrieb sie im Sommer 2011 beim spanischen Erstligisten FC Barcelona. In Spanien gewann sie 2012 und 2013 den Titel der Primera División, sowie 2013 den Titel der Copa de la Reina, bevor Quiñones im Sommer 2013 nach Argentinien, zu CA San Lorenzo de Almagro zurückkehrte.

### Nationalmannschaft
Sie spielte seit 2007 für die Argentinische Fußballnationalmannschaft der Frauen.
Für diese trat Quiñones bei der Frauenfußball-Weltmeisterschaft 2007 und den olympischen Sommerspielen 2008 an.

### Trainerkarriere
2021 beendete sie ihre aktive Fußballkarriere und wurde Trainerin im Nachwuchsbereich der Frauenfußballnationalmannschaften Argentiniens.